# زنگ‌آوای تاج‌زرد
زنگ‌آوای تاج‌زرد (نام علمی: Laniarius barbarus) نام یک گونه از سرده زنگ‌آواها است.